# Pizzoni
Pizzoni är en ort och kommun i provinsen Vibo Valentia i regionen Kalabrien i Italien. Kommunen hade 1 094 invånare (2017).